# フジテレビ月曜9時枠の連続ドラマ
フジテレビ月曜9時枠の連続ドラマ（フジテレビげつようくじわくのれんぞくドラマ）は、1962年7月から1980年10月（第1期）、および1987年4月（第2期）からフジテレビ（FNS）系列で毎週月曜日の21:00 - 21:54（JST）に放送されていたもしくはされているテレビドラマの作品一覧。通称『月9』（げつく、げっく）。
1987年4月 に創設された、フジテレビの看板ドラマ放送枠。

## 歴史

### 新枠創設まで
30分ドラマとしては1962年9月、開局当初から始まった15分間のトーク番組『スター千一夜』との枠交換で、それまで月曜21:15 - 21:45で放送されていた『レッツ・ゴー三人娘』から始まり、その後単発ドラマ枠の『嫁ぐ日まで』、1964年1月に『気ンなるあいつ』と、4月に海外作品『歌って踊って恋をして(英語版)』を放送、その後は現在も放映されている『ミュージックフェア』を長期にわたって放送した。
1969年から1時間枠で『スパイ大作戦』と『ハワイ5-0』の海外ドラマ枠になり、1971年6月から国内ドラマ枠に転換。1972年初頭の4作品は、『四騎の会ドラマシリーズ』を放映。吉永小百合主演の『愛のはじまるとき』などの現代劇を放送、1974年度は『ふたりは夫婦』で上半期は『マチャアキ・幸代のふたりは夫婦』下半期は出演者が週替わりで『ふたりは夫婦』を放送させた。1975年10月から現代劇枠から勝プロダクション制作（『ご存知!女ねずみ小僧』を除く）の時代劇枠となり、勝新太郎主演の『新・座頭市』シリーズなどを放送。
1978年7月から松竹制作の刑事ドラマ2作品を放送。鶴田浩二主演の『大空港』がヒットしたが、1980年10月6日をもって、土曜20時へ移動という形で、月曜21時台でのテレビドラマの放送は1987年3月まで6年半中断する。
1980年10月13日からフジテレビ月曜21時台はバラエティ番組の放送枠となり、土曜日の『欽ちゃんのドンとやってみよう』と交換する形で、萩本欽一司会の『欽ちゃんの9時テレビ』の放送後、続く『欽ドン!』シリーズが人気番組となった。1985年の休養からの復帰を境に一時は「視聴率100％男」とまで称された萩本の人気が次第に衰えを見せ始め、1987年3月をもって『欽ドン!』シリーズが終了する。

### 初期
『オレたちひょうきん族』などバラエティ番組で強みを見せる一方で、ドラマで苦戦していたフジテレビは、編成部長であった重村一の思い立ちによって、新たに創設する「月9ドラマ」枠を『平岩弓枝ドラマシリーズ』『北の国から』など高年齢の視聴者を対象に高クオリティの名作ドラマを制作していた第一制作部とは一線を画し、編成部の主導による亀山千広、前田和也ら編成企画班の20代若手の発想からの若者向けドラマの企画・番組制作会社への外注によって制作していくこととなった。こうして1987年4月に新枠第1作となるフジテレビを舞台とした業界ドラマ『アナウンサーぷっつん物語』が放送される。同年8月には、亀山の進言によりドラマ実績の乏しかった田原俊彦を主演に抜擢して、ニッポン放送を舞台とする業界ドラマ『ラジオびんびん物語』を放送。第2話で同枠初の世帯視聴率20％超えを記録するなど新枠を軌道に乗せた同作は「びんびんシリーズ」としてシリーズ化され、翌年4月期放送の学園ドラマ『教師びんびん物語』は平均世帯視聴率22.1%を記録するなど「月9ドラマ」枠の草創期を牽引する人気シリーズとなった。

### 90年代前後
1988年より番組制作会社への外注から第一制作部を中心とする制作に移行し、山田良明と大多亮が中心となり視聴者層を20代女性に絞って、同年1月期には『男女7人夏物語』『男女7人秋物語』（TBS）を手本に 山田が企画・プロデュースを手掛けた、定番の刑事ドラマとは異なる、警察を舞台とした「集団恋愛モノ」 の青春ラブコメディ『君の瞳をタイホする!』が制作される。同作は徐々に評判を呼んで、最終回世帯視聴率21.4％を記録するなど、のちに「トレンディドラマ」と称されることとなるフジテレビドラマの新たな潮流を生み出す契機となり、同時に他局にまたがる「トレンディドラマ」ブームの火付け役となった。さらに山田は、新たなドラマの潮流には「新しいドラマの書き手が必要不可欠」として「自称35歳以下」のみを応募資格とする公募制の「フジテレビヤングシナリオ大賞」を立ち上げ、第1回の坂元裕二（『東京ラブストーリー』）、第2回の野島伸司（『101回目のプロポーズ』『ひとつ屋根の下』）を皮切りに後年のヒット作を手掛ける脚本家を輩出することとなる。
しかし、1989年に放送された同局の木曜劇場『ハートに火をつけて!』の視聴率が思うように伸びなかったことで、「もう時代が違ってきている」との山田と大多の共通認識から「イケイケの集団恋愛モノ」から「1対1の内に刺さる恋愛」へと路線転換を図り、1990年の『すてきな片想い』を皮切りに1991年の『東京ラブストーリー』『101回目のプロポーズ』へと続く「純愛三部作」が制作されることとなる。特に1991年の『東京ラブストーリー』を皮切りに、当枠自体がブームの様相を見せ、同年の『101回目のプロポーズ』、その後も『あすなろ白書』や『ロングバケーション』、『ラブジェネレーション』などの高視聴率ドラマを連発し、現在の「月9」ドラマの地位を確立した。1997年には『バージンロード』『ひとつ屋根の下2』『ビーチボーイズ』『ラブジェネレーション』の4作全てが平均世帯視聴率が20％を超えて 同年の年間ドラマ視聴率ランキングベスト4を独占し、同年1月期の『バージンロード』第6話から、翌年1月期の『Days』第2話まで、延べ43回連続世帯視聴率20%以上という記録を打ち立てた。
1993年の『ひとつ屋根の下』においては、フジテレビの連続ドラマ史上最高の世帯視聴率37.8%、2001年1月期の『HERO』においては、連続ドラマ史上唯一の全話平均世帯視聴率30%以上を記録している。
ステレオ放送は『101回目のプロポーズ』から（『素顔のままで』 - 『全開ガール』まで）、文字放送は『氷の世界』から（『二千年の恋』など2000年代初頭は例外あり）、データ放送は『西遊記』から（『のだめカンタービレ』を除いて）『鍵のかかった部屋』まで行われた。そして『ビギナー』からはハイビジョンでの撮影が行われている。

### 2000年代から10年代
「月9ドラマ」枠は、2000年代前半頃から90年代の勢いに陰りを見せ、人気俳優・女優のスケジュールを2年先まで仮押さえしてトレンディなラブストーリーを基本に制作してきた方向性を一変し、2003年10月期放送の『ビギナー』では、ヒロインの一般公募を実施して、約1万人の応募者の中から演技経験ゼロだったミムラを「フジテレビを背負って立つ女優」としてヒロイン役に、また特別賞として北村亜里沙と井上訓子を選出するなど、試行錯誤を続けた。
SMAP主演作によって、年1作は平均世帯視聴率20%超えを出し続けていたものの、2008年5月期放送の『CHANGE』以降は途切れる。2009年以降の視聴率は『HERO』や『ガリレオ』、『コード・ブルー -ドクターヘリ緊急救命-』（すべて第2シリーズ）など過去の続編作品や前述の『HERO』に加え『PRICELESS〜あるわけねぇだろ、んなもん!〜』など木村拓哉が主演する作品などは高視聴率を記録する反面、『婚カツ!』（2009年4月期）では単回での初の一桁台、『極悪がんぼ』（2014年4月期）では平均視聴率が初の一桁台を記録、『ビブリア古書堂の事件手帖』（2013年1月期）では原作ファンから不評が相次いだうえに最終回で月9枠当時最低視聴率を記録するなど、苦戦を表面化させる作品が増え始めた。2016年1月期からの王道のラブストーリー3作（『いつかこの恋を思い出してきっと泣いてしまう』『ラヴソング』『好きな人がいること』）から2017年4月期の『貴族探偵』に至るまでは、平均世帯視聴率が10%に満たない状況となり、その苦戦ばかりが話題となり、「月9ドラマ」の低迷は「フジテレビ凋落の象徴」とも目されるようになる。2018年1月期の『海月姫』が枠史上最低となる平均視聴率6.1％を記録したことで、同作を最後に王道のラブストーリー路線に一旦区切りをつけることとなる。
2015年1月期放送の『火9 (フジテレビ制作)』作品『ゴーストライター』が終了し、『火9』が一旦廃枠になった事で、本枠はフジテレビ唯一の21時枠ドラマとなった。フジテレビのドラマ枠の21時枠が月9だけになったのは22年半ぶりのことだった。また同時期には、半世紀以上に亘って放送されたTBS系列の月曜20時台ドラマ『ナショナルゴールデンアワー→ナショナル劇場→パナソニック ドラマシアター→月曜ミステリーシアター』が廃枠になった事で、本枠は在京キー局唯一の「月曜ゴールデン・プライム両枠での1時間連続ドラマ」となった。しかし1年後の2016年4月より、かつて『ドラマチック・サンデー』を編成した日曜21時枠にドラマを再開、1年振りにフジテレビ21時ドラマが2体制となったが、同年10月からは火曜22時のドラマ枠が枠交換の形で同21時からの放送となるため、制作局違いでフジテレビ21時ドラマが3体制となった。しかし、2017年9月を以て日曜21時枠ドラマが廃枠になったため、フジテレビ21時ドラマは2体制に戻る事になり、フジテレビ制作21時ドラマは1年半ぶりに本放送枠のみとなった。

### 20年代前後
『コンフィデンスマンJP』（2018年4月期）の企画段階から「今後月9はどういう番組を掲げていくか」を一から検討して組織から人員配置まで改革を実施し、視聴率復調の先駆けとなった同作は、平均世帯視聴率こそ8.9%と伸び悩んだものの、映画化され観客動員200万人、興行収入29.7億円を記録する大ヒットとなり、続編も公開されている。プログレッシブカメラでの製作に完全移行した2018年7月期以降は、かつて「火9」枠で放送されていた刑事ドラマ『絶対零度』シリーズを移した『絶対零度〜未然犯罪潜入捜査〜』を皮切りに「脱ラブストーリー」路線を打ち出してミステリーや刑事・医療ドラマを中心とした社会派ドラマ枠へと転換を図り、安定した視聴率を記録した。
2020年は、東京オリンピック開催による編成の都合上、春クールに『SUITS/スーツ2』を7月まで放送し、夏・秋の2クールにかけて『監察医 朝顔2』を放送する という変則的なラインナップが予定されていたが、新型コロナウイルスの感染拡大による撮影スケジュール遅延のため、4月27日に予定していた『SUITS/スーツ2』第3話以降の放送が延期となり、同日と5月4日は『コンフィデンスマンJP 傑作選』、5月11日からは『鍵のかかった部屋 特別編』が放送された。なお、『SUITS/スーツ2』は7月20日に第1話・第2話が再放送され、7月27日より第3話の放送が再開して10月まで放送。また、『監察医 朝顔2』は11月2日より、秋・冬の2クールで放送された。
『コンフィデンスマンJP』を最後に「オリジナル作品」は全く制作されなかったが、『ナイト・ドクター』（2021年7月期）は、3年ぶりに「オリジナル作品」として制作された。その後『PICU 小児集中治療室』（2022年10月期）、『女神の教室〜リーガル青春白書〜』（2023年1月期）と、2クール連続で放送されるなど、「オリジナル作品」に力を入れ始め、それと同時に『真夏のシンデレラ』（2023年7月期）は、『突然ですが、明日結婚します』（2017年1月期）以来6年半ぶりの当枠の「恋愛ドラマ」として放送され、以降『君が心をくれたから』（2024年1月期）、『366日』（2024年4月期）と2クール連続の「恋愛ドラマ」など、10年代終盤から20年代序盤にみられた「脱ラブストーリー」路線からは脱却し、幅広いジャンルがラインナップされるようになっている。
2021年9月期で放送の「火9（関西テレビ制作）」作品『彼女はキレイだった』が終了し、「火9」が再度廃枠になった事で、本枠はフジテレビ唯一の21時枠のドラマになった。その一方で、これまで放送していた火曜21時枠のドラマ枠は枠交換の形で月曜22時台に移動。月曜日については連続ドラマが連続する編成になった。その後、2023年10月より金曜21時枠にドラマを新設したため、フジテレビ21時ドラマは2年ぶりに2体制に戻る事になった。

## 備考
「月9」の主題歌に起用された曲の多くは大ヒットを記録、特にCDが爆発的に売れていた90年代は多数の曲がミリオンセラーとなっており、特に「ラブ・ストーリーは突然に」「SAY YES」「君がいるだけで」は250万枚以上（オリコン調べ）を売り上げたほか、「ラブ・ストーリーは突然に」（1991年）、「君がいるだけで」（1992年）、「名もなき詩」（1996年）、「CAN YOU CELEBRATE?」（1997年）、「Can You Keep A Secret?」（2001年）は発売年のオリコン年間シングルランキングで1位を獲得。「月9」の主題歌に起用された曲のみを収録したコンピレーション・アルバムとして2002年9月19日に『輝け!月曜ドラマ王90's』がソニー・ミュージックから、2003年10月1日に『LOVE STORIES I』がポニーキャニオンから 発売された。
主題歌を担当したことが最も多いアーティストは嵐の6作、次いでMr.Childrenの5作である。また、2012年1月期の『ラッキーセブン』、4月期の『鍵のかかった部屋』では、2クール連続で主題歌を嵐が担当し、この枠で初めて2クール連続で同一アーティストが主題歌を担当した。
現時点において、月9ドラマのレギュラー出演回数が一番多いのは木村拓哉の11回で、次いで中山美穂が7回、三上博史、福山雅治、山下智久、竹野内豊、織田裕二がそれぞれ5回で続いている。脚本担当回数が最も多いのは野島伸司の10作で、1988年の『君が嘘をついた』以降2008年の『薔薇のない花屋』まで長きにわたって担当している。他にもこの枠の脚本を多く担当している人物に坂元裕二や北川悦吏子、岡田惠和などがいる。
1987年4月から1996年3月までの9年間、フジテレビ系列の月曜日は21時・22時と2本立てでドラマが放送されていたが（月曜22時枠は関西テレビ制作）、2021年10月より、再び月曜日のプライムタイムのドラマが21時・22時と2本立てとなった（上記と同じく月曜22時枠は関西テレビ制作）。
1988年からは年4本放送、3か月毎にドラマを交替している。交替時期は1月、4月、7月、10月であるが、2008年4月期の『CHANGE』は1か月時期をずらし5月12日スタートとなったため、本来の交替時期である7月も引き続いて放送された。また、2010年4月期の『月の恋人〜Moon Lovers〜』も1か月時期をずらし5月10日スタートとなった。2020年は前述の編成の都合により、春クールに『SUITS/スーツ2』を7月まで放送し（開始は通常通り4月）、夏・秋の2クールにかけて『監察医 朝顔2』を放送するという変則的なラインナップが予定されていたが、新型コロナウイルスの感染拡大による撮影スケジュール遅延のため、当初の予定より大幅に変更された。
2017年4月17日開始の『貴族探偵』以後、『月9』初回は、直前の『ネプリーグ』2時間SPの「スペシャルトロッコアドベンチャー」よりステブレレス接続で開始（20時台スポットニュースは内包）。その後2018年4月よりスポットニュースが廃枠になっても、引き続き初回のみステブレレス、以後はジャンクション・ステブレ入り（一部地域を除く）している。
ネット配信については、フジテレビオンデマンドで有料配信されている他、同サイト内の無料配信サービス「FOD見逃し無料」で放送後1週間限定で配信されている（ただし著作権・肖像権管理の都合上、対象外作品あり）。
2019年4月期の『ラジエーションハウス』から2020年1月期の『絶対零度〜未然犯罪潜入捜査〜』までは、最終話の1週間後に2時間の特別編が放送されていた。また、2021年10月期の『ラジエーションハウスⅡ』も最終話の1週間後に1時間の特別編が放送された。
また、一部の作品では単発の特別版を当枠を活用して放送する場合がある。但し、作品によっては土曜プレミアムなどで放送される場合がある。

## 主なデータ
本節での視聴率はいずれもビデオリサーチ調べ、関東地区・世帯・リアルタイム。

### 平均視聴率
- 数字はすべて加重平均値となっている。

| 位 | 作品名               | 放送年・月期 | 視聴率 |
| -- | -------------------- | ------------ | ------ |
| 1  | HERO                 | 2001年1月期  | 34.2%  |
| 2  | ラブジェネレーション | 1997年10月期 | 30.8%  |
| 3  | ロングバケーション   | 1996年4月期  | 29.6%  |
| 4  | ひとつ屋根の下       | 1993年4月期  | 28.4%  |
| 5  | あすなろ白書         | 1993年10月期 | 27.0%  |
| 5  | ひとつ屋根の下2      | 1997年4月期  | 27.0%  |
| 7  | 素顔のままで         | 1992年4月期  | 26.4%  |
| 7  | やまとなでしこ       | 2000年10月期 | 26.4%  |
| 9  | 教師びんびん物語II   | 1989年4月期  | 26.0%  |
| 10 | プライド             | 2004年1月期  | 25.1%  |

### 最高視聴率
- ここには30%以上を記録した作品を掲載する。

| 位 | 作品名               | 放送年・月期 | 視聴率                 |
| -- | -------------------- | ------------ | ---------------------- |
| 1  | ひとつ屋根の下       | 1993年4月期  | 37.8%（第11回）        |
| 2  | HERO                 | 2001年1月期  | 36.8%（第8回・最終回） |
| 3  | 101回目のプロポーズ  | 1991年7月期  | 36.7%（最終回）        |
| 3  | ロングバケーション   | 1996年4月期  | 36.7%（最終回）        |
| 5  | やまとなでしこ       | 2000年10月期 | 34.2%（最終回）        |
| 6  | ひとつ屋根の下2      | 1997年4月期  | 34.1%（最終回）        |
| 7  | ラブジェネレーション | 1997年10月期 | 32.5%（第9回）         |
| 8  | 東京ラブストーリー   | 1991年1月期  | 32.3%（最終回）        |
| 9  | 素顔のままで         | 1992年4月期  | 31.9%（最終回）        |
| 9  | あすなろ白書         | 1993年10月期 | 31.9%（最終回）        |
| 11 | 教師びんびん物語II   | 1989年4月期  | 31.0%（最終回）        |
| 12 | 妹よ                 | 1994年10月期 | 30.7%（最終回）        |

### 主題歌売上枚数
- 売上枚数は全てオリコン集計によるものである。
- 主題歌以外では『ひとつ屋根の下2』の挿入歌であった「ひだまりの詩」（Le Couple）が155.5万枚を記録している。

| 位 | 曲名                     | アーティスト                     | 作品名              | 発売年 | 売上枚数  |
| -- | ------------------------ | -------------------------------- | ------------------- | ------ | --------- |
| 1  | 君がいるだけで           | 米米CLUB                         | 素顔のままで        | 1992年 | 289.5万枚 |
| 2  | SAY YES                  | CHAGE and ASKA                   | 101回目のプロポーズ | 1991年 | 282.2万枚 |
| 3  | ラブ・ストーリーは突然に | 小田和正                         | 東京ラブストーリー  | 1991年 | 258.8万枚 |
| 4  | 名もなき詩               | Mr.Children                      | ピュア              | 1996年 | 230.9万枚 |
| 5  | CAN YOU CELEBRATE?       | 安室奈美恵                       | バージンロード      | 1997年 | 229.6万枚 |
| 6  | TRUE LOVE                | 藤井フミヤ                       | あすなろ白書        | 1993年 | 202.3万枚 |
| 7  | Everything               | MISIA                            | やまとなでしこ      | 2000年 | 187.8万枚 |
| 8  | LA・LA・LA LOVE SONG     | 久保田利伸withナオミ・キャンベル | ロングバケーション  | 1996年 | 185.6万枚 |
| 9  | Can You Keep A Secret?   | 宇多田ヒカル                     | HERO                | 2001年 | 148.5万枚 |
| 10 | SEASONS                  | 浜崎あゆみ                       | 天気予報の恋人      | 2000年 | 136.7万枚 |

### 主演俳優・女優年長3傑
- 1987年以降の作品で年齢は放送開始当時のもの

俳優
| 位 | 名前       | 年齢      | 作品名                     | 放送年・月期 |
| -- | ---------- | --------- | -------------------------- | ------------ |
| 1  | 中井貴一   | 63歳7ヶ月 | 続・続・最後から二番目の恋 | 2025年4月期  |
| 2  | 大沢たかお | 55歳7ヶ月 | ONE DAY〜聖夜のから騒ぎ〜  | 2023年10月期 |
| 3  | 田村正和   | 55歳2か月 | じんべえ                   | 1998年10月期 |

女優
| 位 | 名前       | 年齢      | 作品名                                   | 放送年・月期 |
| -- | ---------- | --------- | ---------------------------------------- | ------------ |
| 1  | 小泉今日子 | 59歳2ヶ月 | 続・続・最後から二番目の恋               | 2025年4月期  |
| 2  | 中谷美紀   | 47歳9か月 | ONE DAY〜聖夜のから騒ぎ〜                | 2023年10月期 |
| 3  | 篠原涼子   | 44歳2か月 | 民衆の敵〜世の中、おかしくないですか!?〜 | 2017年10月期 |

### 俳優・女優年少3傑
- 1987年以降の作品で年齢は放送開始当時のもの

俳優
| 位 | 名前     | 年齢       | 作品名                            | 放送年・月期 |
| -- | -------- | ---------- | --------------------------------- | ------------ |
| 1  | 稲垣吾郎 | 18歳10か月 | 二十歳の約束                      | 1992年10月期 |
| 2  | 長瀬智也 | 19歳2か月  | Days                              | 1998年1月期  |
| 3  | 滝沢秀明 | 19歳7か月  | アンティーク 〜西洋骨董洋菓子店〜 | 2001年10月期 |

女優
| 位 | 名前       | 年齢      | 作品名            | 放送年・月期 |
| -- | ---------- | --------- | ----------------- | ------------ |
| 1  | 観月ありさ | 16歳7か月 | じゃじゃ馬ならし  | 1993年7月期  |
| 2  | 中山美穂   | 18歳9か月 | 君の瞳に恋してる! | 1989年1月期  |
| 3  | ミムラ     | 19歳4か月 | ビギナー          | 2003年10月期 |

### 主演俳優・女優最多回数TOP10
2023年4月期まで
| 位 | 名前     | 回数 |
| -- | -------- | ---- |
| 1  | 木村拓哉 | 11回 |
| 2  | 中山美穂 | 7回  |
| 3  | 三上博史 | 5回  |
| 3  | 福山雅治 | 5回  |
| 3  | 織田裕二 | 5回  |
| 3  | 竹野内豊 | 5回  |
| 3  | 山下智久 | 5回  |
| 8  | 田原俊彦 | 4回  |
| 8  | 江口洋介 | 4回  |
| 8  | 香取慎吾 | 4回  |

## 歴代作品

### 1960 - 1970年代
| 期間                   | 作品名                                 | 原作                 | 脚本                                    | 主演                       | テーマ曲                                                        | 備考(制作など)                                           |
| ---------------------- | -------------------------------------- | -------------------- | --------------------------------------- | -------------------------- | --------------------------------------------------------------- | -------------------------------------------------------- |
| 1962年7月 - 1963年3月  | レッツ・ゴー三人娘                     |                      |                                         | 中尾ミエ 伊東ゆかり 園まり |                                                                 | 作・青島幸男他                                           |
| 1963年4月 - 12月       | 嫁ぐ日まで                             |                      | 週替わり                                | 週替わり                   | 吉永小百合「嫁ぐ日まで」                                        | 2月 - 4月までは水曜日の放送                              |
| 1964年1月 - 4月        | 気ンなるあいつ                         |                      | 田代淳二                                | 早川保                     | 弘田三枝子「気ンなるあいつ」                                    |                                                          |
| 1964年4月 - 7月        | 歌って踊って恋をして （Harry's Girls） |                      |                                         |                            |                                                                 |                                                          |
| 1969年4月 - 1970年5月  | スパイ大作戦 （第2シーズン）           |                      |                                         | ピーター・グレイブス       |                                                                 |                                                          |
| 1970年5月 - 9月        | ハワイ5-0                              |                      |                                         | ジャック・ロード           |                                                                 |                                                          |
| 1970年10月 - 1971年5月 | スパイ大作戦 （第3シーズン）           |                      |                                         | ピーター・グレイブス       |                                                                 |                                                          |
| 1971年6月 - 9月        | てるてる坊主                           |                      | 佐々木守                                | 高峰三枝子                 | 清ルミ（曲目不明）                                              | テレパック                                               |
| 1971年10月 - 12月      | 夕空晴れて                             |                      | 林秀彦（8,9話のみ）                     | 三木のり平                 |                                                                 | テレパック                                               |
| 1972年1月              | でっかい母ちゃん                       |                      | 山田太一                                | 京塚昌子                   |                                                                 | 四騎の会                                                 |
| 1972年1月 - 3月        | 化石                                   | 井上靖               | 稲垣俊 よしだたけし                     | 佐分利信                   |                                                                 | 四騎の会                                                 |
| 1972年3月 - 6月        | ただいま浪人                           | 遠藤周作             | 鴨三七 大藪郁子                         | 宇津宮雅代                 |                                                                 | 四騎の会                                                 |
| 1972年6月 - 7月        | 愛子よ眠れ                             | アンドリュー・ガープ | 田向正健                                | 二谷英明                   |                                                                 | 四騎の会                                                 |
| 1972年7月 - 9月        | 結婚の夜                               | 有馬頼義             | 林秀彦                                  | 山口果林                   | ギリシア民謡「Over And Over」                                   |                                                          |
| 1972年10月 - 1973年3月 | 光る海                                 | 石坂洋次郎           | 松木ひろし                              | 沖雅也                     | フランク・プゥルセル・グランド・オーケストラ 「アドロ」（演奏） |                                                          |
| 1973年4月 - 7月        | 愛のはじまるとき                       |                      | 大野靖子 浅川清道                       | 吉永小百合                 | フランク･プゥルセル楽団 「二人の天使」（演奏）                  |                                                          |
| 1973年8月 - 12月       | ボクのしあわせ                         | 井上ひさし           | 隆巴（宮崎恭子） 宮崎晃 吉田義昭        | 石坂浩二                   | 田代麻紀「お熱い娘たち」                                        |                                                          |
| 1974年1月 - 4月        | ここ一番                               |                      | 服部佳                                  | 桂小金治                   |                                                                 |                                                          |
| 1974年4月 - 9月        | マチャアキ・幸代のふたりは夫婦         |                      | 中島丈博 高林雅俊                       | 堺正章 十朱幸代            | 堺正章「心の旅路」                                              |                                                          |
| 1974年10月 - 1975年3月 | ふたりは夫婦                           |                      | 週替わり                                | 週替わり                   |                                                                 | この時間帯で週替わりの作品は『嫁ぐ日まで』以来11年ぶり。 |
| 1975年4月 - 6月        | 太陽ともぐら(第2シリーズ)              |                      | 山根優一郎 山田洋次                     | 倍賞千恵子 松村達雄        |                                                                 | 第1シリーズは土曜劇場（土曜21:30 - 22:26）で放送。       |
| 1975年7月 - 9月        | 小春ちゃん                             | 井上ひさし           | 岡本喜八 松島利昭                       | 十朱幸代                   |                                                                 |                                                          |
| 1975年10月 - 1976年3月 | 痛快!河内山宗俊                        |                      | 直居欽哉                                | 勝新太郎                   |                                                                 | 勝プロダクション                                         |
| 1976年4月 - 9月        | 夫婦旅日記 さらば浪人                  |                      | 下飯坂菊馬 岩元南 野波静雄 田辺泰志ほか | 藤田まこと                 | 今陽子「みちづれ」                                              | 勝プロダクション                                         |
| 1976年10月 - 1977年4月 | 新・座頭市(第1シリーズ)                |                      |                                         | 勝新太郎                   | 石原裕次郎「不思議な夢」                                        | 勝プロダクション                                         |
| 1977年5月 - 12月       | ご存知!女ねずみ小僧                    |                      | 池上金男ほか                            | 小川真由美                 | ヒデとロザンナ「真夜中の子守歌」                                | 松竹                                                     |
| 1978年1月 - 5月        | 新・座頭市(第2シリーズ)                |                      |                                         | 勝新太郎                   | 勝新太郎「座頭市子守唄」                                        | 勝プロダクション                                         |
| 1978年7月 - 1980年3月  | 大空港                                 |                      | 井上梅次 長野洋 池上金男ほか            | 鶴田浩二                   | 菅野光亮「大空港のテーマ」（演奏）                              | 松竹                                                     |

### 1980年代
| 期間              | 作品名                   | 脚本                         | 主演                             | 主題歌                                                           | キャッチコピー                                         | 備考(制作など)                             | 平均視聴率 | 最高視聴率 |
| ----------------- | ------------------------ | ---------------------------- | -------------------------------- | ---------------------------------------------------------------- | ------------------------------------------------------ | ------------------------------------------ | ---------- | ---------- |
| 1980年4月 - 10月  | 87分署シリーズ・裸の街   | 国弘威雄ほか                 | 古谷一行                         | 町田義人「愛」                                                   | 「これほど人間くさい刑事ドラマがあっただろうか？」     | 松竹、エド・マクベイン原作                 | ―          | ―          |
| 1987年4月 - 5月   | アナウンサーぷっつん物語 | 畑嶺明                       | 岸本加世子                       | BaBe「I Don't Know!」                                            | 「謹んで辞令をお受けします。」                         | 共同テレビ、1987年は「業界ドラマシリーズ」 | 17.9%      | 18.4%      |
| 1987年5月 - 7月   | 男が泣かない夜はない     | 木村智美 水谷龍二 土屋斗紀雄 | 三田村邦彦                       | 中里あき子 「ウィル・ユー・リメンバー?〜接吻はアスピリンの香り」 |                                                        |                                            | 17.9%      | ―          |
| 1987年8月 - 9月   | ラジオびんびん物語       | 矢島正雄                     | 田原俊彦                         | 田原俊彦「どうする?」                                            |                                                        | 東宝                                       | 17.7%      | 20.5%      |
| 1987年10月 - 11月 | ギョーカイ君が行く!      | 土屋斗紀雄                   | 石橋貴明 木梨憲武 （とんねるず） | 真璃子「疑問符」                                                 | 「ギョーカイでは、きのうの敵は、きょうも敵、である。」 | 共同テレビ                                 | 15.2%      | 19.3%      |
| 1987年11月 - 12月 | 荒野のテレビマン         | 扇澤延男                     | 東山紀之                         | The Good-Bye「祭り気分でTAKE A CHANCE」                          |                                                        | KANOX                                      | 13.2%      | ―          |
| 1988年1月 - 3月   | 君の瞳をタイホする!      | 橋本以蔵                     | 陣内孝則                         | 久保田利伸「You Were Mine」                                      | 「アフター5は、恋が仕事（ヤマ）。」                    |                                            | 17.4%      | 21.4%      |
| 1988年4月 - 6月   | 教師びんびん物語         | 矢島正雄                     | 田原俊彦                         | 田原俊彦「抱きしめてTONIGHT」                                    | 「田原も、野村も、4月からガッコ―行きます。」           | 東宝                                       | 22.1%      | 24.9%      |
| 1988年7月 - 9月   | あそびにおいでョ!        | 塩田千種                     | 斉藤由貴                         | ビートルズ「HELP!」                                              | 「ドラマはフジテレビで。」 「お中元は別府屋で。」      | 共同テレビ                                 | 13.3%      | 16.0%      |
| 1988年10月 - 12月 | 君が嘘をついた           | 野島伸司                     | 三上博史                         | プリンセス・プリンセス「GET CRAZY!」                             | 「クリスマスまであと、9週間。」                        |                                            | 17.3%      | 20.0%      |
| 1989年1月 - 3月   | 君の瞳に恋してる!        | 伴一彦                       | 中山美穂                         | 村井麻里子 「どうしようもなく恋愛（ラブ・アフェアー）」          | 「恋をひいたわ。あっためて。」                         |                                            | 18.7%      | 23.6%      |
| 1989年4月 - 6月   | 教師びんびん物語II       | 矢島正雄                     | 田原俊彦                         | 田原俊彦「ごめんよ涙」                                           | 「熱血が、ぶり返す。」                                 | 東宝                                       | 26.0%      | 31.0%      |
| 1989年7月 - 9月   | 同・級・生               | 坂元裕二                     | 安田成美 緒形直人                | ZIGGY「GLORIA」                                                  | 「愛は、痛いっ。」                                     | 柴門ふみ原作                               | 14.5%      | 20.8%      |
| 1989年10月 - 12月 | 愛しあってるかい!        | 野島伸司                     | 陣内孝則                         | 小泉今日子「学園天国」                                           | 「こんな先生、あり?!」                                 |                                            | 22.6%      | 26.6%      |

### 1990年代
| 期間              | 作品名                      | 脚本                                  | 主演                | 主題歌                                                      | キャッチコピー                                                          | 備考(制作など)                         | 平均視聴率 | 最高視聴率 |
| ----------------- | --------------------------- | ------------------------------------- | ------------------- | ----------------------------------------------------------- | ----------------------------------------------------------------------- | -------------------------------------- | ---------- | ---------- |
| 1990年1月 - 3月   | 世界で一番君が好き!         | 松原敏春                              | 浅野温子 三上博史   | LINDBERG「今すぐKiss Me」                                   |                                                                         |                                        | 22.0%      | 25.5%      |
| 1990年4月 - 6月   | 日本一のカッ飛び男          | 小林政広                              | 田原俊彦            | 田原俊彦「ジャングルJungle」                                | 「男の体温。」                                                          | 東宝                                   | 15.8%      | 19.4%      |
| 1990年7月 - 9月   | キモチいい恋したい!         | 中山乃莉子 瀧川晃代 尾西兼一 信本敬子 | 安田成美            | PINK SAPPHIRE 「P.S. I LOVE YOU」                           | 「女は、こんなことを考えてます。」、 「男は、こんなことを思ってます。」 | アベクカンパニー                       | 18.3%      | 23.1%      |
| 1990年10月 - 12月 | すてきな片想い              | 野島伸司                              | 中山美穂 柳葉敏郎   | 中山美穂「愛してるっていわない!」                           | 「ほんとのスキは、うまく言えない。」                                    |                                        | 21.8%      | 26.0%      |
| 1991年1月 - 3月   | 東京ラブストーリー          | 坂元裕二                              | 鈴木保奈美 織田裕二 | 小田和正「ラブ・ストーリーは突然に」                        | 「一秒ごとにあなたが恋しい。」                                          | 柴門ふみ原作                           | 22.9%      | 32.3%      |
| 1991年4月 - 6月   | 学校へ行こう!               | 遊川和彦                              | 浅野ゆう子          | チェッカーズ 「How're you doing,Guys?」                     | 「青春にひと肌脱ぎたい。」                                              |                                        | 17.3%      | 21.6%      |
| 1991年7月 - 9月   | 101回目のプロポーズ         | 野島伸司                              | 浅野温子 武田鉄矢   | CHAGE and ASKA「SAY YES」                                   | 「私は、まさかと思いました。」                                          |                                        | 23.6%      | 36.7%      |
| 1991年10月 - 12月 | 逢いたい時にあなたはいない… | 伴一彦                                | 中山美穂            | 中山美穂「遠い街のどこかで…」                               | 「恋人らしくない。ことないよね、私たち。」                              |                                        | 22.0%      | 26.3%      |
| 1992年1月 - 3月   | あなただけ見えない          | 吉本昌弘                              | 三上博史 小泉今日子 | DATE OF BIRTH 「YOU'RE MY SECRET」                          | 「愛は人格を奪う。」                                                    | アベクカンパニー                       | 16.3%      | 22.0%      |
| 1992年4月 - 6月   | 素顔のままで                | 北川悦吏子                            | 安田成美 中森明菜   | 米米CLUB「君がいるだけで」                                  | 「心のいちばんに、あなたがいる。」                                      |                                        | 26.4%      | 31.9%      |
| 1992年7月 - 9月   | 君のためにできること        | 瀧川晃代 中園ミホ                     | 吉田栄作            | 小野正利「You're the Only…」                                | 「愛で死にたい。」                                                      | 共同テレビ                             | 16.9%      | 20.3%      |
| 1992年10月 - 12月 | 二十歳の約束                | 坂元裕二                              | 牧瀬里穂 稲垣吾郎   | 佐野元春「約束の橋」                                        | 「好きでした。無器用に、 でも、まっすぐに好きでした。」                 |                                        | 16.5%      | 18.7%      |
| 1993年1月 - 3月   | あの日に帰りたい            | 君塚良一                              | 菊池桃子 工藤静香   | 工藤静香「慟哭」                                            | 「姉のように抱きたい。」 「妹のように抱かれたい。」                     | アベクカンパニー                       | 15.4%      | 18.6%      |
| 1993年4月 - 6月   | ひとつ屋根の下              | 野島伸司                              | 江口洋介            | 財津和夫「サボテンの花」                                    | 「どうだい、みんなで暮らさないか。」                                    |                                        | 28.4%      | 37.8%      |
| 1993年7月 - 9月   | じゃじゃ馬ならし            | 戸田山雅司 岡田惠和                   | 中井貴一 観月ありさ | 観月ありさ「君が好きだから」                                | 「貴一とありさは、親子で、他人で、恋人です。」                          | 共同テレビ                             | 21.8%      | 23.9%      |
| 1993年10月 - 12月 | あすなろ白書                | 北川悦吏子                            | 石田ひかり 筒井道隆 | 藤井フミヤ「TRUE LOVE」                                     | 「誰も傷つけずに、大人になんてなれない。」                              | 柴門ふみ原作                           | 27.0%      | 31.9%      |
| 1994年1月 - 3月   | この世の果て                | 野島伸司                              | 鈴木保奈美 三上博史 | 尾崎豊「OH MY LITTLE GIRL」                                 | 「僕達は、愛しているとは言わなかった。これからもずっと…」               |                                        | 22.9%      | 25.3%      |
| 1994年4月 - 6月   | 上を向いて歩こう!           | 伴一彦                                | 西田ひかる 舘ひろし | 広瀬香美「ドラマティックに恋して」                          |                                                                         | イースト                               | 15.5%      | 18.9%      |
| 1994年7月 - 9月   | 君といた夏                  | 北川悦吏子                            | 筒井道隆            | 松任谷由実「Hello,my friend」                               | 「隣にいて欲しいのは、友達なんかじゃなかった…。」                       |                                        | 19.4%      | 23.7%      |
| 1994年10月 - 12月 | 妹よ                        | 水橋文美江                            | 和久井映見          | CHAGE and ASKA「めぐり逢い」                                | 「お兄ちゃん、わたし、王子様に会えたの。」                              |                                        | 24.6%      | 30.7%      |
| 1995年1月 - 3月   | For You                     | 中園ミホ 小野沢美暁                   | 中山美穂            | 中山美穂「HERO」                                            | 「24歳、未婚の母。この子にないしょで恋をします。」                      |                                        | 21.5%      | 22.7%      |
| 1995年4月 - 6月   | 僕らに愛を!                 | 西荻弓絵                              | 江口洋介            | L⇔R「KNOCKIN' ON YOUR DOOR」                                | 「レディス＆オンボロマン」                                              |                                        | 18.2%      | 22.4%      |
| 1995年7月 - 9月   | いつかまた逢える            | 水橋文美江                            | 福山雅治            | サザンオールスターズ 「あなただけを 〜Summer Heartbreak〜」 | 「あの日から、この夏は始まっていた。」                                  |                                        | 20.7%      | 22.9%      |
| 1995年10月 - 12月 | まだ恋は始まらない          | 岡田惠和                              | 小泉今日子 中井貴一 | 小泉今日子「BEAUTIFUL GIRLS」                               | 「あなたのこと、ずっと前から、知っていたような気がするの。」            |                                        | 18.9%      | 20.8%      |
| 1996年1月 - 3月   | ピュア                      | 龍居由佳里 橋部敦子                   | 和久井映見          | Mr.Children「名もなき詩」                                   | 「君の仕草が滑稽なほど、優しい気持ちになれるんだよ。」                  |                                        | 23.5%      | 25.9%      |
| 1996年4月 - 6月   | ロングバケーション          | 北川悦吏子                            | 木村拓哉 山口智子   | 久保田利伸 with NAOMI CAMPBELL 「LA・LA・LA LOVE SONG」     | 「誰よ、この女。」、「誰だ、この男。」 「愛は休み休みしなさい。」       |                                        | 29.6%      | 36.7%      |
| 1996年7月 - 9月   | 翼をください!               | 坂元裕二 橋部敦子                     | 内田有紀            | 内田有紀 & m.c.A・T 「EVER&EVER」                           | 「空を見上げていたら、涙はこぼれないね。」                              |                                        | 13.6%      | 15.5%      |
| 1996年10月 - 12月 | おいしい関係                | 野沢尚 橋部敦子                       | 中山美穂            | 中山美穂 with MAYO 「未来へのプレゼント」                   |                                                                         | 槇村さとる原作                         | 21.8%      | 25.5%      |
| 1997年1月 - 3月   | バージンロード              | 龍居由佳里                            | 和久井映見 反町隆史 | 安室奈美恵 「CAN YOU CELEBRATE?」                           | 「妊婦なのに、バージンロードなんか歩けない。」                          |                                        | 21.4%      | 28.3%      |
| 1997年4月 - 6月   | ひとつ屋根の下2             | 野島伸司                              | 江口洋介            | チューリップ「サボテンの花」                                | 「おおきくて、あったかい、そこには愛がある。」                          |                                        | 27.0%      | 34.1%      |
| 1997年7月 - 9月   | ビーチボーイズ              | 岡田惠和                              | 反町隆史 竹野内豊   | 反町隆史 with Richie Sambora 「Forever」                    | 「ウニふんじゃったよ、オイ。」                                          |                                        | 23.7%      | 26.5%      |
| 1997年10月 - 12月 | ラブジェネレーション        | 浅野妙子 尾崎将也                     | 木村拓哉 松たか子   | 大滝詠一「幸せな結末」                                      | 「この恋のために生まれてきた。」                                        |                                        | 30.8%      | 32.5%      |
| 1998年1月 - 3月   | Days                        | 大石静                                | 長瀬智也            | 奥田民生「さすらい」                                        | 「うるわしき青春ってか⁉」                                               |                                        | 19.5%      | 23.7%      |
| 1998年4月 - 6月   | ブラザーズ                  | 橋部敦子 金子ありさ                   | 中居正広            | SMAP「たいせつ」                                            | 「女人歓迎」                                                            |                                        | 17.9%      | 24.3%      |
| 1998年7月 - 9月   | ボーイハント                | 水橋文美江                            | 観月ありさ          | convertible「oh-darling」                                   | 「恋するパワーは、ひとりじゃ出ない。」                                  |                                        | 14.2%      | 20.2%      |
| 1998年10月 - 12月 | じんべえ                    | 吉田紀子                              | 田村正和            | 未来玲可「海とあなたの物語」                                | 「父と恋人、同じ人じゃだめですか。」                                    | あだち充原作                           | 15.9%      | 22.6%      |
| 1999年1月 - 3月   | Over Time-オーバー・タイム  | 北川悦吏子                            | 反町隆史 江角マキコ | The brilliant green 「そのスピードで」                      | 「わたしたち、なかなかドラマのようにはいきません。」                    |                                        | 20.1%      | 21.9%      |
| 1999年4月 - 6月   | リップスティック            | 野島伸司                              | 三上博史            | レベッカ「フレンズ」                                        | 「翼に手錠はかけられない。」                                            |                                        | 16.3%      | 19.4%      |
| 1999年7月 - 9月   | パーフェクトラブ!           | 浅野妙子                              | 福山雅治            | GLAY「ここではない、どこかへ」                              | 「質より量の夏の恋」                                                    |                                        | 17.0%      | 18.9%      |
| 1999年10月 - 12月 | 氷の世界                    | 野沢尚                                | 竹野内豊 松嶋菜々子 | 氷室京介「ダイヤモンド・ダスト」                            | 「愛した女は殺人者かもしれない。」                                      | この作品から文字多重放送（一部を除く） | 19.0%      | 24.4%      |

### 2000年代
| 期間              | 作品名                                      | 原作               | 脚本                                | 主演                         | 主題歌（『のだめカンタービレ』を除く）                                                                                        | キャッチコピー                                   | 備考(制作など)                                         | 平均視聴率 | 最高視聴率 |
| ----------------- | ------------------------------------------- | ------------------ | ----------------------------------- | ---------------------------- | --- | ------------------------------------------------ | ------------------------------------------------------ | ---------- | ---------- |
| 2000年1月 - 3月   | 二千年の恋                                  |                    | 藤本有紀 大森美香 浅野妙子 尾崎将也 | 中山美穂 金城武              | Do As Infinity「Yesterday & Today」                                                                                           | 「オマエノ愛シイ人ヲ撃テ。」                     |                                                        | 16.1%      | 21.0%      |
| 2000年4月 - 6月   | 天気予報の恋人                              |                    | 岡田惠和                            | 佐藤浩市                     | 浜崎あゆみ「SEASONS」 | 「月曜よる9時、雨天決行。」                      | 共同テレビ                                             | 14.9%      | 18.1%      |
| 2000年7月 - 9月   | バスストップ                                |                    | いずみ吉紘                          | 飯島直子 内村光良            | Mr.Children「NOT FOUND」 |                                                  |                                                        | 17.2%      | 20.5%      |
| 2000年10月 - 12月 | やまとなでしこ                              |                    | 中園ミホ                            | 松嶋菜々子                   | MISIA「Everything」 | 「愛は、年収。」                                 | 共同テレビ                                             | 26.4%      | 34.2%      |
| 2001年1月 - 3月   | HERO （第1シリーズ）                        |                    | 大竹研 福田靖 秦建日子 田辺満       | 木村拓哉                     | 宇多田ヒカル「Can You Keep A Secret?」                                                                                        | 「群れない、媚びない、偉ぶらない。」             |                                                        | 34.2%      | 36.8%      |
| 2001年4月 - 6月   | ラブ・レボリューション                      |                    | 藤本有紀                            | 江角マキコ                   | 平井堅「KISS OF LIFE」 | 「恋したい、だって大人だもん。」                 |                                                        | 17.4%      | 20.3%      |
| 2001年7月 - 9月   | できちゃった結婚                            |                    | 吉田紀子 山田珠美                   | 竹野内豊 広末涼子            | hitomi「IS IT YOU?」 | 「出来心も恋のうち⁉」                            |                                                        | 15.9%      | 21.8%      |
| 2001年10月 - 12月 | アンティーク 〜西洋骨董洋菓子店〜           | よしながふみ       | 岡田惠和                            | 滝沢秀明                     | Mr.Children「youthful days」                                                                                                  | 「おいしいケーキとイイ男は、いかがですか。」     |                                                        | 17.7%      | 18.5%      |
| 2002年1月 - 3月   | 人にやさしく                                |                    | 鈴木おさむ いずみ吉紘               | 香取慎吾                     | THE BLUE HEARTS「夢」 |                                                  |                                                        | 21.4%      | 23.6%      |
| 2002年4月 - 6月   | 空から降る一億の星                          |                    | 北川悦吏子                          | 明石家さんま 木村拓哉        | エルヴィス・コステロ「スマイル」                                                                                              | 「見覚えある顔の、見覚えのない表情。」           |                                                        | 22.6%      | 27.0%      |
| 2002年7月 - 9月   | ランチの女王                                |                    | 大森美香                            | 竹内結子                     | スリー・ドッグ・ナイト 「ジョイ・トゥ・ザ・ワールド」                                                                         | 「ソースは弱火、恋は強火。」                     |                                                        | 19.1%      | 21.9%      |
| 2002年10月 - 12月 | ホーム&アウェイ                             |                    | 君塚良一                            | 中山美穂                     | day after tomorrow「My faith」                                                                                                | 「幸福の天使は、無一文、方向オンチ。」           |                                                        | 13.7%      | 16.3%      |
| 2003年1月 - 3月   | いつもふたりで                              |                    | 相沢友子                            | 松たか子 坂口憲二            | 光永亮太「Always」 | 「幼なじみのままじゃ、キスもできない。」         |                                                        | 16.2%      | 18.2%      |
| 2003年4月 - 6月   | 東京ラブ・シネマ                            |                    | 藤本有紀 高橋美幸                   | 江口洋介                     | 大瀧詠一「恋するふたり」 | 「勝負を決めるのは、観客だ。」                   |                                                        | 13.1%      | 16.9%      |
| 2003年7月 - 9月   | 僕だけのマドンナ                            |                    | 岡田惠和                            | 滝沢秀明                     | サザンオールスターズ 「涙の海で抱かれたい 〜SEA OF LOVE〜」                                                                   |                                                  |                                                        | 13.2%      | 18.3%      |
| 2003年10月 - 12月 | ビギナー                                    |                    | 水橋文美江                          | ミムラ オダギリジョー        | カーペンターズ「トップ・オブ・ザ・ワールド」                                                                                  |                                                  | この作品からハイビジョン撮影                           | 15.8%      | 18.3%      |
| 2004年1月 - 3月   | プライド                                    |                    | 野島伸司                            | 木村拓哉                     | クイーン「I was born to love you」                                                                                            |                                                  |                                                        | 25.2%      | 28.8%      |
| 2004年4月 - 6月   | 愛し君へ                                    | さだまさし         | 坂元裕二                            | 菅野美穂 藤木直人            | 森山直太朗「生きとし生ける物へ」                                                                                              |                                                  |                                                        | 17.1%      | 21.9%      |
| 2004年7月 - 9月   | 東京湾景〜Destiny of Love〜                 | 吉田修一           | 原夏美（栗原美和子）                | 仲間由紀恵                   | Weather Forecast 「君さえいれば（クデマンイッタミョン）」                                                                     | 「運命みたいな恋をした。」                       | 共同テレビ                                             | 13.9%      | 17.7%      |
| 2004年10月 - 12月 | ラストクリスマス                            |                    | 坂元裕二                            | 織田裕二                     | オープニング 織田裕二 with ブッチ・ウォーカー 「ラスト・クリスマス」 「ウェイク・ミ―・アップ・ゴー!ゴー!」                    | 「一番の贈り物は、愛でした。」                   |                                                        | 21.6%      | 25.3%      |
| 2005年1月 - 3月   | 不機嫌なジーン                              |                    | 大森美香                            | 竹内結子                     | YUI「feel my soul」 | 「今夜、きみにぼくのコピーをたのみたいんだが。」 |                                                        | 14.3%      | 18.2%      |
| 2005年4月 - 6月   | エンジン                                    |                    | 井上由美子                          | 木村拓哉                     | ジミー・クリフ「I Can See Clearly Now」                                                                                       |                                                  | 共同テレビ                                             | 22.6%      | 25.3%      |
| 2005年7月 - 9月   | スローダンス                                |                    | 衛藤凛                              | 妻夫木聡 深津絵里            | 福山雅治「東京」 |                                                  |                                                        | 16.9%      | 22.5%      |
| 2005年10月 - 12月 | 危険なアネキ                                |                    | 金子茂樹 林民夫 渡辺千穂            | 伊東美咲 森山未来            | 平井堅「POP STAR」 | 「おねえちゃん警報発令。」                       |                                                        | 18.9%      | 21.1%      |
| 2006年1月 - 3月   | 西遊記                                      | 呉承恩             | 坂元裕二                            | 香取慎吾                     | MONKEY MAJIK「Around The World」                                                                                              | 「ヒーロー不在の世の中へ。」                     | この作品からデータ放送（『のだめカンタービレ』を除く） | 23.2%      | 29.2%      |
| 2006年4月 - 6月   | トップキャスター                            |                    | 坂元裕二                            | 天海祐希                     | Sowelu「Dear friend」 | 「スクープなら負けないから。」                   |                                                        | 18.5%      | 23.1%      |
| 2006年7月 - 9月   | サプリ                                      | おかざき真里       | 金子ありさ                          | 伊東美咲 亀梨和也（KAT-TUN） | オープニング KAT-TUN「YOU」 絢香「Real voice」                                                                                | 「恋する気持ちを、補給したくなったら。」         |                                                        | 14.3%      | 17.9%      |
| 2006年10月 - 12月 | のだめカンタービレ                          | 二ノ宮知子         | 衛藤凛                              | 上野樹里 玉木宏              | ベートーヴェン「交響曲第7番」 エンディング ガーシュウィン （原編曲：グローフェ、編曲：服部隆之） 「ラプソディ・イン・ブルー」 |                                                  |                                                        | 18.9%      | 21.7%      |
| 2007年1月 - 3月   | 東京タワー 〜オカンとボクと、時々、オトン〜 | リリー・フランキー | 大島里美                            | 速水もこみち                 | コブクロ「蕾（つぼみ）」 | 「あなたのオカンを、想いながら。」               |                                                        | 14.9%      | 18.1%      |
| 2007年4月 - 6月   | プロポーズ大作戦                            |                    | 金子茂樹                            | 山下智久 長澤まさみ          | 桑田佳祐「明日晴れるかな」 |                                                  |                                                        | 17.3%      | 20.9%      |
| 2007年7月 - 9月   | ファースト・キス                            |                    | 井上由美子                          | 井上真央                     | 小田和正「こころ」 | 「最初で最後?のワガママなんです!」               |                                                        | 14.2%      | 19.7%      |
| 2007年10月 - 12月 | ガリレオ （第1シリーズ）                    | 東野圭吾           | 福田靖 古家和尚 松木欧太郎          | 福山雅治                     | KOH+「KISSして」 | 「謎を解く 嘘を突く」                            |                                                        | 21.9%      | 24.7%      |
| 2008年1月 - 3月   | 薔薇のない花屋                              |                    | 野島伸司                            | 香取慎吾                     | 山下達郎「ずっと一緒さ」 |                                                  |                                                        | 18.6%      | 22.4%      |
| 2008年5月 - 7月   | CHANGE                                      |                    | 福田靖                              | 木村拓哉                     | マドンナ「マイルズ・アウェイ」                                                                                                | 「日本を変えるのは、あなたかもしれない。」       |                                                        | 22.1%      | 27.4%      |
| 2008年7月 - 9月   | 太陽と海の教室                              |                    | 坂元裕二                            | 織田裕二                     | UZ（ユーズィー）「君の瞳に恋してる」                                                                                          | 「ボクらの常識を変えないでください、先生。」     |                                                        | 14.8%      | 20.5%      |
| 2008年10月 - 12月 | イノセント・ラヴ                            |                    | 浅野妙子                            | 堀北真希                     | 宇多田ヒカル「Eternally -Drama Mix-」                                                                                         | 「涙が涸れるほど、愛してる。」                   |                                                        | 13.6%      | 16.9%      |
| 2009年1月 - 3月   | ヴォイス〜命なき者の声〜                    |                    | 金子茂樹                            | 瑛太                         | GReeeeN「刹那」 | 「僕たちは 失われた命を 救う 医学と 出会った」   |                                                        | 14.6%      | 17.7%      |
| 2009年4月 - 6月   | 婚カツ!                                     |                    | 龍居由佳里                          | 中居正広                     | PUFFY「ウエディング・ベル」                                                                                                   | 不明                                             |                                                        | 10.6%      | 16.3%      |
| 2009年7月 - 9月   | ブザー・ビート 〜崖っぷちのヒーロー〜       |                    | 大森美香                            | 山下智久                     | B'z「イチブトゼンブ」 | 「恋は人を強くする。」                           |                                                        | 14.4%      | 17.5%      |
| 2009年10月 - 12月 | 東京DOGS                                    |                    | 福田雄一                            | 小栗旬                       | EXILE「ふたつの唇」 | 「コイツら月9的に、事件です。」                  |                                                        | 15.8%      | 18.7%      |

### 2010年代
| 期間              | 作品名                                                 | 原作                           | 脚本                                | 主演                       | 主題歌                                                                       | キャッチコピー                                                              | 備考(制作など)                                       | 平均視聴率 | 最高視聴率 |
| ----------------- | ------------------------------------------------------ | ------------------------------ | ----------------------------------- | -------------------------- | ---------------------------------------------------------------------------- | --------------------------------------------------------------------------- | ---------------------------------------------------- | ---------- | ---------- |
| 2010年1月 - 3月   | コード・ブルー -ドクターヘリ緊急救命- 2nd season       |                                | 林宏司                              | 山下智久                   | Mr.Children「HANABI」                                                        | 「この空で命と向き合い、悩み、強くなっていく。」                            | 1st seasonは2008年7月期に木曜劇場枠で放送            | 16.6%      | 18.8%      |
| 2010年5月 - 7月   | 月の恋人〜Moon Lovers〜                                |                                | 浅野妙子 池上純哉                   | 木村拓哉                   | 久保田利伸「LOVE RAIN 〜恋の雨〜」                                           | 「月9 月恋」                                                                |                                                      | 16.8%      | 22.4%      |
| 2010年7月 - 9月   | 夏の恋は虹色に輝く                                     |                                | 大森美香                            | 松本潤（嵐） 竹内結子      | 嵐「Løve Rainbow」                                                           | 「その恋は、何色なんだろう。」                                              |                                                      | 12.3%      | 15.7%      |
| 2010年10月 - 12月 | 流れ星                                                 |                                | 臼井素子 秋山竜平                   | 竹野内豊                   | コブクロ「流星」                                                             |                                                                             |                                                      | 14.1%      | 15.8%      |
| 2011年1月 - 3月   | 大切なことはすべて君が教えてくれた                     |                                | 安達奈緒子                          | 戸田恵梨香 三浦春馬        | ポルノグラフィティ「EXIT」                                                   |                                                                             |                                                      | 11.4%      | 12.3%      |
| 2011年4月 - 6月   | 幸せになろうよ                                         |                                | 井上由美子 古家和尚                 | 香取慎吾                   | SMAP 「not alone〜幸せになろうよ〜」                                         |                                                                             |                                                      | 11.7%      | 16.4%      |
| 2011年7月 - 9月   | 全開ガール                                             |                                | 吉田智子                            | 新垣結衣                   | Every Little Thing「アイガアル」 エンディング 関ジャニ∞「ツブサニコイ」      | 「金なし、学なし、イクメンの星？そんな男、問題外でしょ？」                  |                                                      | 12.3%      | 14.6%      |
| 2011年10月 - 12月 | 私が恋愛できない理由                                   |                                | 山崎宇子 坂口理子                   | 香里奈                     | 安室奈美恵「Love Story」                                                     | 「これは、恋愛氷河期を生きるすべての女子の物語」                            |                                                      | 16.0%      | 18.4%      |
| 2012年1月 - 3月   | ラッキーセブン                                         |                                | 野木亜紀子                          | 松本潤（嵐）               | 嵐「ワイルド アット ハート」                                                 | 「恋人より、家族より、仲間じゃないか？」                                    |                                                      | 15.6%      | 16.9%      |
| 2012年4月 - 6月   | 鍵のかかった部屋                                       | 貴志祐介                       | 相沢友子                            | 大野智（嵐）               | 嵐「Face Down」                                                              | 「密室は、破れました。」 「2000年代の月9、もう50作か…。」                   |                                                      | 16.0%      | 18.3%      |
| 2012年7月 - 9月   | リッチマン、プアウーマン                               |                                | 安達奈緒子                          | 小栗旬                     | miwa「ヒカリヘ」                                                             | 「オレのプログラムに、ない女」                                              |                                                      | 12.4%      | 15.8%      |
| 2012年10月 - 12月 | PRICELESS〜あるわけねぇだろ、んなもん!〜               |                                | 古家和尚 櫻井剛                     | 木村拓哉                   | ローリング・ストーンズ 「ジャンピン・ジャック・フラッシュ」                  | 「笑うが、価値。だろ。」                                                    |                                                      | 17.7%      | 20.1%      |
| 2013年1月 - 3月   | ビブリア古書堂の事件手帖                               | 三上延                         | 相沢友子                            | 剛力彩芽                   | E-girls 「THE NEVER ENDING STORY」                                           | 「事件を解く鍵は、名作の中に」                                              |                                                      | 11.3%      | 14.3%      |
| 2013年4月 - 6月   | ガリレオ （第2シリーズ）                               | 東野圭吾                       | 福田靖 仁志光佑                     | 福山雅治                   | KOH+「恋の魔力」                                                             | 「天才、変人、再び。」                                                      |                                                      | 19.9%      | 22.6%      |
| 2013年7月 - 9月   | SUMMER NUDE                                            |                                | 金子茂樹                            | 山下智久                   | 山下智久「SUMMER NUDE'13」                                                   |                                                                             |                                                      | 12.7%      | 17.4%      |
| 2013年10月 - 12月 | 海の上の診療所                                         |                                | 徳永友一                            | 松田翔太                   | 家入レオ「太陽の女神」                                                       | 「あっちの島で恋に落ち、こっちの島で愛に散る。」                            |                                                      | 11.2%      | 15.6%      |
| 2014年1月 - 3月   | 失恋ショコラティエ                                     | 水城せとな                     | 安達奈緒子                          | 松本潤（嵐）               | 嵐「Bittersweet」                                                            | 「片思い、つづく」                                                          |                                                      | 12.3%      | 14.4%      |
| 2014年4月 - 6月   | 極悪がんぼ                                             | 田島隆 東風孝広                | いずみ吉紘                          | 尾野真千子                 | 氣志團「喧嘩上等」                                                           | 「コイツら全員、敵。」                                                      |                                                      | 9.9%       | 13.6%      |
| 2014年7月 - 9月   | HERO （第2シリーズ）                                   |                                | 福田靖                              | 木村拓哉                   |                                                                              | 「時代は変わった。この男はどうだ。」                                        |                                                      | 21.3%      | 26.5%      |
| 2014年10月 - 12月 | 信長協奏曲                                             | 石井あゆみ                     | 西田征史 岡田道尚 宇山佳祐 徳永友一 | 小栗旬                     | Mr.Children「足音〜Be Strong」                                               | 「とりあえず天下獲りに行っとく？」                                          |                                                      | 12.5%      | 15.8%      |
| 2015年1月 - 3月   | デート〜恋とはどんなものかしら〜                       |                                | 古沢良太                            | 杏                         | chay「あなたに恋をしてみました」                                             |                                                                             |                                                      | 12.5%      | 14.8%      |
| 2015年4月 - 6月   | ようこそ、わが家へ                                     | 池井戸潤                       | 黒岩勉                              | 相葉雅紀（嵐）             | 嵐「青空の下、キミのとなり」                                                 | 「僕たち家族は恐怖のゲームに巻き込まれた」                                  |                                                      | 12.5%      | 15.0%      |
| 2015年7月 - 9月   | 恋仲                                                   |                                | 桑村さや香                          | 福士蒼汰                   | 家入レオ「君がくれた夏」                                                     | 「[koi-naka] 恋い慕っている、でも付き合っているとは限らない」               |                                                      | 10.8%      | 11.9%      |
| 2015年10月 - 12月 | 5→9〜私に恋したお坊さん〜                              | 相原実貴                       | 小山正太 根本ノンジ                 | 石原さとみ 山下智久        | back number「クリスマスソング」                                              | 「結婚してさしあげます。」 「No thank you.（無理！）」                      |                                                      | 11.7%      | 12.7%      |
| 2016年1月 - 3月   | いつかこの恋を思い出してきっと泣いてしまう             |                                | 坂元裕二                            | 有村架純 高良健吾          | 手嶌葵「明日への手紙」                                                       |                                                                             |                                                      | 9.7%       | 11.6%      |
| 2016年4月 - 6月   | ラヴソング                                             |                                | 倉光泰子 神森万里江                 | 福山雅治                   | 藤原さくら「soup」                                                           | 「たったひとつの恋が たったひとつの歌が 人生を変えていく。」                |                                                      | 8.5%       | 10.6%      |
| 2016年7月 - 9月   | 好きな人がいること                                     |                                | 桑村さや香                          | 桐谷美玲                   | JY「好きな人がいること」                                                     | 「スキ。それだけ。」                                                        |                                                      | 8.9%       | 10.4%      |
| 2016年10月 - 12月 | カインとアベル                                         |                                | 阿相クミコ 山崎宇子                 | 山田涼介（Hey! Say! JUMP） | Hey! Say! JUMP「Give Me Love」                                               | 「僕はアニキから、ぜんぶ奪ってしまうのかな。」                              |                                                      | 8.2%       | 9.1%       |
| 2017年1月 - 3月   | 突然ですが、明日結婚します                             | 宮園いづみ                     | 山室有紀子 倉光泰子                 | 西内まりや                 | 西内まりや「Motion」                                                         | 「結婚観、真逆の恋」                                                        |                                                      | 6.7%       | 8.5%       |
| 2017年4月 - 6月   | 貴族探偵                                               | 麻耶雄嵩                       | 黒岩勉                              | 相葉雅紀（嵐）             | 嵐「I'll be there」                                                          | 「どこまでも優雅に悪を笑い、どこまでも華麗に謎を解く」                      |                                                      | 8.6%       | 11.8%      |
| 2017年7月 - 9月   | コード・ブルー -ドクターヘリ緊急救命- THE THIRD SEASON |                                | 安達奈緒子                          | 山下智久                   | Mr.Children「HANABI」                                                        | 「この仲間となら、また一歩踏み出せる。」                                    |                                                      | 14.8%      | 16.4%      |
| 2017年10月 - 12月 | 民衆の敵〜世の中、おかしくないですか!?〜               |                                | 黒沢久子 ねじめ彩木 梶原阿貴        | 篠原涼子                   | AAA「LIFE」                                                                  | 「学歴なし、政治経験なし、コワいモンなし！」                                |                                                      | 6.7%       | 9.0%       |
| 2018年1月 - 3月   | 海月姫                                                 | 東村アキコ                     | 徳永友一                            | 芳根京子                   | Beverly「A New Day」                                                         | 「ドラマ史上、一番ややこしい三角関係。」                                    | フジテレビ・共同テレビ制作                           | 6.1%       | 8.6%       |
| 2018年4月 - 6月   | コンフィデンスマンJP                                   |                                | 古沢良太                            | 長澤まさみ                 | Official髭男dism「ノーダウト」                                               | 「金と欲望にまみれた汚れなき世界へ。」 「目に見えるものが真実と限らない。」 | 映画化                                               | 8.9%       | 9.5%       |
| 2018年7月 - 9月   | 絶対零度〜未然犯罪潜入捜査〜 （Season3）               |                                | 浜田秀哉 小山正太 井上聖司 宇山佳佑 | 沢村一樹                   | 家入レオ「もし君を許せたら」                                                 | 「彼らは知っている。未来の犯罪者を。」                                      | 刑事ドラマ Season2までは火曜9時枠で放送。 共同テレビ | 10.6%      | 11.7%      |
| 2018年10月 - 12月 | SUITS/スーツ                                           | アーロン・コーシュ             | 池上純哉                            | 織田裕二                   | B'z「WOLF」                                                                  | 「エリート弁護士と天才フリーター あらゆる手段で、勝ちに行く。」             | フジテレビ・共同テレビ制作                           | 10.8%      | 14.2%      |
| 2019年1月 - 3月   | トレース〜科捜研の男〜                                 | 古賀慶                         | 相沢友子 岡田道尚                   | 錦戸亮（関ジャニ∞）        | 関ジャニ∞「crystal」                                                         | 「真実のカケラを探せ」                                                      | 刑事ドラマ                                           | 10.6%      | 12.3%      |
| 2019年4月 - 6月   | ラジエーションハウス 〜放射線科の診断レポート〜        | 横幕智裕 モリタイシ            | 大北はるか 村上優 金沢達也 横幕智裕 | 窪田正孝                   | MAN WITH A MISSION 「Remember Me」                                           | 「真実をつかみ撮れ。」                                                      | 最終回の翌週に特別編（2時間）                        | 12.1%      | 13.8%      |
| 2019年7月 - 9月   | 監察医 朝顔 （第1シリーズ）                            | 香川まさひと 木村直巳 佐藤喜宣 | 根本ノンジ                          | 上野樹里                   | 折坂悠太「朝顔」                                                             | 「それでも、あなたが生きた証を見つけたい。」                                | 最終回の翌週に特別編（2時間）                        | 12.6%      | 14.4%      |
| 2019年10月 - 12月 | シャーロック                                           | アーサー・コナン・ドイル       | 井上由美子                          | ディーン・フジオカ         | DEAN FUJIOKA「Shelly」 オープニング DEAN FUJIOKA 「Searching For The Ghost」 | 「TOKYOを、解け。」                                                         | 最終回の翌週に特別編（2時間） 映画化                 | 9.9%       | 12.8%      |

### 2020年代
| 期間                   | 作品名                                            | 原作                                         | 脚本                                | 主演                         | 主題歌 | キャッチコピー                                                                           | 備考（制作など）                                                                      | 平均視聴率 | 最高視聴率 |
| ---------------------- | ------------------------------------------------- | -------------------------------------------- | ----------------------------------- | ---------------------------- | --- | ---------------------------------------------------------------------------------------- | ------------------------------------------------------------------------------------- | ---------- | ---------- |
| 2020年1月 - 3月        | 絶対零度〜未然犯罪潜入捜査〜 （Season4）          |                                              | 浜田秀哉                            | 沢村一樹                     | 家入レオ 「未完成」 | 「止めろ、未来の犯罪を」                                                                 | 刑事ドラマ 共同テレビ 最終回の翌週に特別編（2時間）                                   | 10.0%      | 10.7%      |
| 2020年4月・7月 - 10月  | SUITS/スーツ2                                     | アーロン・コーシュ 「SUITS/スーツ」          | 小峯裕之                            | 織田裕二                     | B'z「WOLF」 | 「新たな戦いへ。再び。」                                                                 | 4月27日から7月20日の間は中断                                                          | 8.5%       | 11.1%      |
| 2020年11月 - 2021年3月 | 監察医 朝顔 （第2シリーズ）                       | 香川まさひと 木村直巳 佐藤喜宣               | 根本ノンジ                          | 上野樹里                     | 折坂悠太 「朝顔」 | 「私たちが、探し出す。生きた証を。最期の想いを。」                                       | 2クール放送                                                                           | 11.5%      | 13.8%      |
| 2021年4月 - 6月        | イチケイのカラス                                  | 浅見理都                                     | 浜田秀哉                            | 竹野内豊                     | WGB「Starlight」 | 「法廷イチのくせ者は裁判官でした。」                                                     | 制作協力：ケイファクトリー この作品から解説放送 映画化                                | 12.6%      | 13.9%      |
| 2021年6月 - 9月        | ナイト・ドクター                                  |                                              | 大北はるか                          | 波瑠                         | オリジナルナンバー： yama 「Sleepless Night」 eill 「hikari」 琴音 「君は生きてますか」 Tani Yuuki 「Over The Time」 三浦風雅 「Start」 | 「闘う夜。救える命がある限り。」 「迎える朝。1人じゃないから、どんな夜も怖くなかった。」 |                                                                                       | 11.1%      | 13.4%      |
| 2021年10月 - 12月      | ラジエーションハウスII 〜放射線科の診断レポート〜 | 横幕智裕 モリタイシ 「ラジエーションハウス」 | 大北はるか                          | 窪田正孝                     | MAN WITH A MISSION 「Remember Me」 | 「視えない病を、診つけ出せ。」                                                           | 翌年に映画化 最終回の翌週に特別編（1時間）                                            | 10.7%      | 11.7%      |
| 2022年1月 - 3月        | ミステリと言う勿れ                                | 田村由美                                     | 相沢友子                            | 菅田将暉                     | King Gnu「カメレオン」 | 「真実は一つじゃない、人の数だけある。」                                                 | 映画化                                                                                | 11.8%      | 13.6%      |
| 2022年4月 - 6月        | 元彼の遺言状                                      | 新川帆立                                     | 杉原憲明                            | 綾瀬はるか                   | | 「こんなコンビ、見たことない。」                                                         | この作品からリアルタイム配信                                                          | 9.1%       | 12.1%      |
| 2022年7月 - 9月        | 競争の番人                                        | 新川帆立                                     | 丑尾健太郎 神田優 穴吹一朗 蓼内健太 | 坂口健太郎 杏                | idom「GLOW」 | 「不正と戦い 弱者を救う」                                                                | -                                                                                     | 8.8%       | 11.8%      |
| 2022年10月 - 12月      | PICU 小児集中治療室                               | -                                            | 倉光泰子                            | 吉沢亮                       | 中島みゆき「俱に」 | 「どうか、生きて。」                                                                     | -                                                                                     | 8.5%       | 10.3%      |
| 2023年1月 - 3月        | 女神の教室〜リーガル青春白書〜                    | -                                            | 大北はるか 神田優                   | 北川景子                     | Vaundy 「まぶた」 |                                                                                          | -                                                                                     | 7.0%       | 10.5%      |
| 2023年4月 - 6月        | 風間公親-教場0-                                   | 長岡弘樹「教場」                             | 君塚良一                            | 木村拓哉                     | Uru「心得」 | 「犯人も、刑事たちも、その目に見抜かれていた。」                                         | 2回のスペシャルドラマ放送後の連続テレビドラマ 最終回の翌週に特別編（2時間）           | 9.8%       | 12.1%      |
| 2023年7月 - 9月        | 真夏のシンデレラ                                  | -                                            | 市東さやか                          | 森七菜 間宮祥太朗            | 主題歌： 緑黄色社会 「サマータイムシンデレラ」 挿入歌： 緑黄色社会 「マジックアワー」                                                   | 「この夏、一番の恋の予感。」                                                             | -                                                                                     | 5.6%       | 6.9%       |
| 2023年10月 - 12月      | ONE DAY〜聖夜のから騒ぎ〜                         | -                                            | 徳永友一                            | 二宮和也 中谷美紀 大沢たかお | ミイナ・オカベ 「Flashback feat. Daichi Yamamoto」                                                                                      | 「その日、世界は愛に包まれる」                                                           | -                                                                                     | 5.3%       | 7.8%       |
| 2024年1月 - 3月        | 君が心をくれたから                                | -                                            | 宇山佳佑                            | 永野芽郁                     | 宇多田ヒカル 「何色でもない花」 | 「心のぜんぶで、恋をした。」                                                             | -                                                                                     | 5.8%       | 7.2%       |
| 2024年4月 - 6月        | 366日                                             | -                                            | 清水友佳子                          | 広瀬アリス                   | HY 「366日（Official Duet ver.）」 | 「忘れられない恋のつづき」                                                               | -                                                                                     | 6.1%       | 7.2%       |
| 2024年7月 - 9月        | 海のはじまり                                      | -                                            | 生方美久                            | 目黒蓮（Snow Man）           | back number 「新しい恋人達に」 | 「選べなかった"つながり"は、まだ途切れていない」                                         | -                                                                                     | 7.6%       | 9.5%       |
| 2024年10月 - 12月      | 嘘解きレトリック                                  | 都戸利津                                     | 武石栞 村田こけし 大口幸子          | 鈴鹿央士 松本穂香            | eill 「革命前夜」 | 「実は、ウソが聞こえるんです。」                                                         | この作品から提供読みが「この放送は」から「（作品名）は」もしくは「月9ドラマは」となる | 6.2%       | 7.1%       |
| 2025年1月 - 3月        | 119エマージェンシーコール                         | -                                            | 橋本夏 小柳啓伍                     | 清野菜名                     | 羊文学「声」 | 「その声は、明日につながっている。」                                                     |                                                                                       | 7.6%       | 9.0%       |
| 2025年4月 - 6月        | 続・続・最後から二番目の恋（第3期）               | -                                            | 岡田惠和                            | 中井貴一 小泉今日子          | 主題歌： 浜崎あゆみ「mimosa」 エンディング： 小泉今日子&中井貴一 「ダンスに間に合う」                                                   | 「いくつになっても、未来に恋していたい。」                                               | 第1・2期は、「木曜劇場」で放送                                                        | 7.7%       | 9.4%       |
| 2025年7月 - 9月        | 明日はもっと、いい日になる                        | -                                            | 谷碧仁                              | 福原遥                       | JUJU 「小さな歌」 | 「明日に羽ばたく、こどもたちの翼になる。」                                               |                                                                                       |            |            |
| 2025年10月 - 12月      | 絶対零度 （Season5）                              | -                                            |                                     | 沢口靖子                     | |                                                                                          |                                                                                       |            |            |

## 映画化された月9作品
2000年代以降、『HERO』が2007年に映画化されたことを皮切りに、計11作品が後に映画化された。
- 西遊記 (2007年の映画)
- のだめカンタービレ
- ガリレオ
- コード・ブルー -ドクターヘリ緊急救命-
- 信長協奏曲
- コンフィデンスマンJP
- シャーロック
- ラジエーションハウス〜放射線科の診断レポート〜
- イチケイのカラス
- ミステリと言う勿れ

## ネット局・基幹時間
作品によって初回は放送時間が拡大されることが基本的で、最終回は放送時間が拡大されることがある（異例で、放送時間の中途拡大を行う作品もある）。
| 放送対象地域   | 放送局                    | 系列                                         | 放送日時                     | ネット状況    | 備考      |
| -------------- | ------------------------- | -------------------------------------------- | ---------------------------- | ------------- | --------- |
| 関東広域圏     | フジテレビ（CX）          | フジテレビ系列                               | 月曜 21:00 - 21:54           | 制作局        | 制作局    |
| 北海道         | 北海道文化放送（uhb）     | フジテレビ系列                               | 月曜 21:00 - 21:54           | 同時ネット    |           |
| 岩手県         | 岩手めんこいテレビ（mit） | フジテレビ系列                               | 月曜 21:00 - 21:54           | 同時ネット    |           |
| 宮城県         | 仙台放送（OX）            | フジテレビ系列                               | 月曜 21:00 - 21:54           | 同時ネット    |           |
| 秋田県         | 秋田テレビ（AKT）         | フジテレビ系列                               | 月曜 21:00 - 21:54           | 同時ネット    |           |
| 山形県         | さくらんぼテレビ（SAY）   | フジテレビ系列                               | 月曜 21:00 - 21:54           | 同時ネット    |           |
| 福島県         | 福島テレビ（FTV）         | フジテレビ系列                               | 月曜 21:00 - 21:54           | 同時ネット    |           |
| 新潟県         | NST新潟総合テレビ（NST）  | フジテレビ系列                               | 月曜 21:00 - 21:54           | 同時ネット    |           |
| 長野県         | 長野放送（NBS）           | フジテレビ系列                               | 月曜 21:00 - 21:54           | 同時ネット    |           |
| 静岡県         | テレビ静岡（SUT）         | フジテレビ系列                               | 月曜 21:00 - 21:54           | 同時ネット    |           |
| 富山県         | 富山テレビ（BBT）         | フジテレビ系列                               | 月曜 21:00 - 21:54           | 同時ネット    |           |
| 石川県         | 石川テレビ（ITC）         | フジテレビ系列                               | 月曜 21:00 - 21:54           | 同時ネット    |           |
| 福井県         | 福井テレビ（FTB）         | フジテレビ系列                               | 月曜 21:00 - 21:54           | 同時ネット    |           |
| 中京広域圏     | 東海テレビ（THK）         | フジテレビ系列                               | 月曜 21:00 - 21:54           | 同時ネット    |           |
| 近畿広域圏     | 関西テレビ（KTV）         | フジテレビ系列                               | 月曜 21:00 - 21:54           | 同時ネット    |           |
| 島根県・鳥取県 | さんいん中央テレビ（TSK） | フジテレビ系列                               | 月曜 21:00 - 21:54           | 同時ネット    |           |
| 岡山県・香川県 | 岡山放送（OHK）           | フジテレビ系列                               | 月曜 21:00 - 21:54           | 同時ネット    |           |
| 広島県         | テレビ新広島（tss）       | フジテレビ系列                               | 月曜 21:00 - 21:54           | 同時ネット    |           |
| 愛媛県         | テレビ愛媛（EBC）         | フジテレビ系列                               | 月曜 21:00 - 21:54           | 同時ネット    |           |
| 高知県         | 高知さんさんテレビ（KSS） | フジテレビ系列                               | 月曜 21:00 - 21:54           | 同時ネット    |           |
| 福岡県         | テレビ西日本（TNC）       | フジテレビ系列                               | 月曜 21:00 - 21:54           | 同時ネット    |           |
| 佐賀県         | サガテレビ（STS）         | フジテレビ系列                               | 月曜 21:00 - 21:54           | 同時ネット    |           |
| 長崎県         | テレビ長崎（KTN）         | フジテレビ系列                               | 月曜 21:00 - 21:54           | 同時ネット    |           |
| 熊本県         | テレビくまもと（TKU）     | フジテレビ系列                               | 月曜 21:00 - 21:54           | 同時ネット    |           |
| 鹿児島県       | 鹿児島テレビ（KTS）       | フジテレビ系列                               | 月曜 21:00 - 21:54           | 同時ネット    |           |
| 沖縄県         | 沖縄テレビ（OTV）         | フジテレビ系列                               | 月曜 21:00 - 21:54           | 同時ネット    |           |
| 宮崎県         | テレビ宮崎（UMK）         | フジテレビ系列 日本テレビ系列 テレビ朝日系列 | 火曜 0:54 - 1:49（月曜深夜） | 3時間54分遅れ | [ 注 15 ] |
| 大分県         | テレビ大分（TOS）         | 日本テレビ系列 フジテレビ系列                | 火曜 0:59 - 1:54（月曜深夜） | 3時間59分遅れ | [ 注 16 ] |
| 青森県         | 青森テレビ（ATV）         | TBS系列                                      | 不定期放送                   | 遅れネット    |           |
| 山口県         | 山口放送（KRY）           | 日本テレビ系列                               | 木曜 0:54 - 1:49（水曜深夜） | 遅れネット    |           |

## クロスネット局・系列外局のネット状況

### クロスネット局
- テレビ大分（日本テレビ系とのクロスネット局）は火曜0:53 - 1:48 → 0:54 - 1:49（月曜深夜）に放送。2010年9月までは月曜16:55 - 17:53であり、放送時間拡大の場合、拡大する時間に応じて放送開始時間を早めていた（例 30分拡大→16:25から放送）。火曜未明（月曜深夜）に移行したことにより、1週遅れから本放送から4時間弱の遅れネットへと変更された。2011年7月12日未明分よりさらに5分前倒しになった。2010年10月から2012年3月までは火曜0:29 - 1:29に放送。
  - 『じゃじゃ馬ならし』までは同時ネットだったが、大分朝日放送開局に伴うテレビ大分のプライムタイムの編成見直しに伴い、『あすなろ白書』以降の作品は遅れネットに変更となった。
  - 2006年10月から2007年3月、及び2017年10月から2021年9月まではテレビ大分でプライムタイムに放送されるドラマは、月9を除きフジ・日テレ共全作品が同時ネットとなっていた。
- テレビ宮崎（日本テレビ系・テレビ朝日系とのクロスネット局）は火曜0:54 - 1:49（月曜深夜）に放送（2014年10月から（『信長協奏曲』以降））、現在、先述のテレビ大分と同様となっている。
  - 1999年9月までは日曜22:30からの放送であった。
  - 2014年9月までは、5日遅れの土曜16:30 - 17:25に放送されており、その時期は「土4（どよん）」と呼ばれていた[33]。

### 系列外局
- 青森テレビは、月曜・水曜 23:56 - 翌0:55に不定期で放送。
  - 1990年代には、火曜19時台→後に火曜20時台[注 17]→土曜13:00[注 18] に放送されていた。また、2000年4月クールから2005年1月クールまでの一部の作品、『東京DOGS』、『コード・ブルー -ドクターヘリ緊急救命- 2nd season』は、平日午後の「ドラマストリート」枠と土曜13:00枠[注 19] での放送が交互に繰り返された。2018年夏季の『絶対零度』は青森放送で放送。青森放送では火曜21時枠時代の同作シリーズを放送していた。
- テレビ山梨は不定期で放送していた。
- 山口放送は、数か月遅れの木曜未明（水曜深夜）に放送。一部作品は放送されないか、テレビ山口に移譲する場合があった。
  - 初期の3作については、当時はフジテレビ系とのクロスネットだったテレビ山口で同時ネットで放送されていた。その後、テレビ山口が1987年10月にフジテレビ系を脱退、TBS系にネット一本化したが、1990年代半ばまでは一部番組に関しては番版購入という形で平日夕方に集中放送をした事がある。
  - 山口放送では、2000年頃から放送を始めたが、開始当初は土曜16:55 - 17:55に放送されていた。その後、土曜未明（金曜深夜）、そして日曜0:55 - 1:50（土曜深夜）に放送時間を移動していた。2009年5月から2010年2月まで（原則）15日遅れの火曜9:30 - 10:30に移動していた。また、『西遊記』、『ガリレオ』、『のだめカンタービレ』については、映画の公開直前に、この枠で再放送を行った。
  - 『コード・ブルー -ドクターヘリ緊急救命- 2nd season』の山口県での放送は、、「月9」枠ではなかった第1シリーズを放送したテレビ山口で2010年5月3日から13日までの平日（原則）13:55 - 14:55に放送された。
- 高知さんさんテレビ開局以前は、テレビ高知で時差ネット（火曜20:00、後に土曜19:00）。
- 山形テレビがフジテレビ系列だった時は、基本1クール遅れての日曜12時に放送。[注 20] その為、1993年4月のテレビ朝日系へのネットチェンジが決定以降の作品に関しては、遅れを取り戻すという形で平日夕方に帯番組という形で放送された作品もあった。ネットチェンジからさくらんぼテレビ開局までの4年間は、テレビユー山形で平日夕方や土曜日に時差ネットで放送されたが、一部の作品は放送されなかった。[注 21]
- 岩手めんこいテレビ開局以前は、テレビ岩手で時差ネット。
- 四国放送では過去に一部作品を平日16:00から時差ネットで放送した実績がある。

## 関連書籍
- 中川右介『月9 101のラブストーリー』（2016年10月28日、幻冬舎新書、ISBN 978-4-344-98435-6）